# 시라코정
시라코정(일본어: 白子町 시라코마치[*])은 지바현 조세이군의 정이다.

## 지리

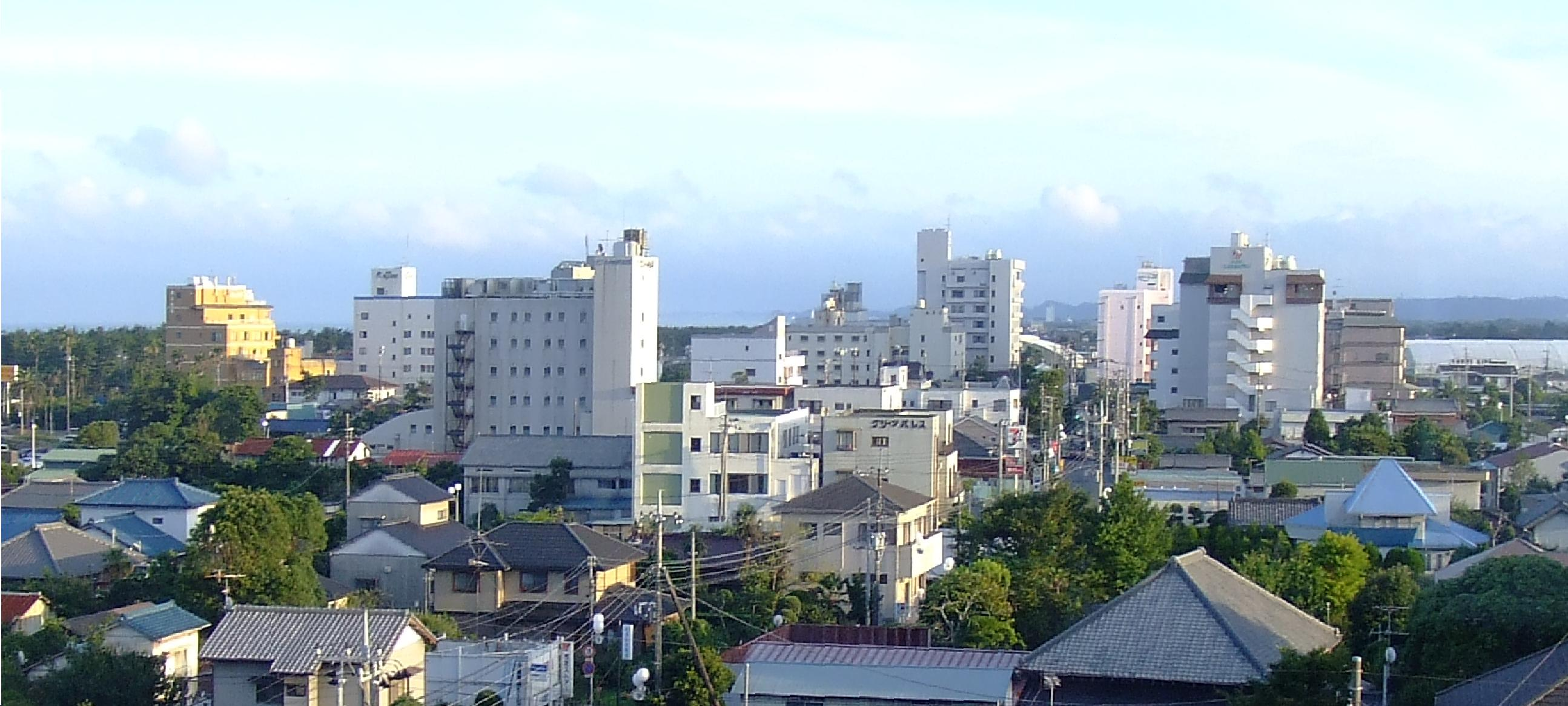
시라코정의 시가지 전경

지바현의 태평양 연안에 있고 구주쿠리 해안이 있다. 구주쿠리 평야 안에 있어 완만한 지형이다. 마을의 중심부를 나바키강이라고 하는 구주쿠리 남부에서는 비교적 큰 강이 흐르고 있기 때문에 다른 구주쿠리 남부 지역에서는 잘 볼 수 있는 용수의 확보를 목적으로 한 저수지는 없다. 기슈의 어민 "니시미야 히사시조"가 표착해 기슈 어법인 후리를 전한 "구주쿠리 정어리 고기잡이"의 발상지이고 에도 시대에는 어업으로 번영하였다. 지금은 테니스의 메카로 알려져 있다.

## 역사
1955년에 시라카타정, 세키정, 나바키촌 등 1정 2촌이 합병해 시라코정이 탄생하였다.
마을의 이름의 유래가 된 시라코 신사는 헤이안 시대에 세워진 신사로 벚꽃 명소로도 유명하다.

## 인구
| 연도 | 인구   | ±%     |
| ---- | ------ | ------ |
| 1920 | 10,179 | —      |
| 1930 | 10,751 | +5.6%  |
| 1940 | 11,326 | +5.3%  |
| 1950 | 13,801 | +21.9% |
| 1960 | 12,202 | −11.6% |
| 1970 | 11,237 | −7.9%  |
| 1980 | 11,691 | +4.0%  |
| 1990 | 12,230 | +4.6%  |
| 2000 | 13,103 | +7.1%  |
| 2010 | 12,121 | −7.5%  |